# Leandro Bueno Bergantin
Leandro Bueno Bergantin (Limeira, 12 de setembro de 1984) é um médico (MD-PhD) reconhecido internacionalmente por suas contribuições significativas nas áreas de neuropsicofarmacologia, farmacologia autonômica e cardiovascular, e farmacologia bioquímica e molecular. Ele é graduado em Biomedicina pela Escola Paulista de Medicina da Universidade Federal de São Paulo (EPM-UNIFESP) em 2008, onde também concluiu seu mestrado em Ciências em 2010 e doutorado em Ciências em 2014, com um período sanduíche na Universidad Autónoma de Madrid, na Espanha. Em 2024, também se graduou em medicina.

## Carreira Acadêmica e Pesquisa
Dr. Bergantin realizou seu pós-doutorado entre 2015 e 2017, com apoio da FAPESP. Sua pesquisa é amplamente reconhecida, especialmente no estudo do AMP cíclico (cAMP) e do cálcio (Ca2+), onde é considerado um dos maiores especialistas mundiais.

## Contribuições Científicas
Leandro Bueno Bergantin é autor de dezenas de artigos publicados em periódicos internacionais de alto impacto, como Pharmacological Research, Cancer Letters, e European Journal of Pharmacology. Ele é conhecido por sua descoberta do “paradoxo do cálcio”, um fenômeno que elucidou o aumento da pressão arterial pelo uso de bloqueadores de canais de cálcio em pacientes hipertensos. Dr. Bergantin também publicou 3 livros por editoras internacionais, além de capítulos de livros. Em 2023, Dr. Bergantin propôs que a razão entre o Ca2+ e cAMP (razão Ca2+/cAMP) poderia servir como um índice inflamatório para doenças como hipertensão, diabetes e COVID-19. Leandro Bergantin sugere que a desregulação do Ca2+ é um fator inicial para essas condições inflamatórias, e que a razão Ca2+/cAMP poderia ser utilizada para avaliar a inflamação associada a essas doenças. Em 2024, Leandro Bueno Bergantin propôs uma teoria unificada que conecta o envelhecimento inflamatório (inflammaging) com a sinalização de Ca2+/cAMP. A teoria sugere que a desregulação desses sinais (Ca2+ e cAMP) poderia estar ligada ao processo de envelhecimento, e a várias doenças neurológicas e psiquiátricas. A teoria unificada teria o potencial de abrir novas linhas de pesquisa e oferecer insights valiosos para o desenvolvimento de tratamentos.

## Reconhecimentos e Prêmios
Dr. Bergantin foi citado nos rankings da plataforma Expertscape como um dos maiores especialistas mundiais em cAMP e cálcio por três anos consecutivos (2021, 2022 e 2023). Ele também é editor de vários periódicos internacionais, incluindo World Journal of Psychiatry, CNS & Neurological Disorders - Drug Targets, Frontiers in Neuroscience e Frontiers in Pharmacology. A pesquisa de Leandro Bueno Bergantin foi comentada na 38ª Reunião da Comissão de Ciência, Tecnologia e Inovação, Comunicação e Informática da 2ª Sessão Legislativa Ordinária da 55ª Legislatura do Senado Federal do Brasil (Notas Taquigráficas - Comissões; Reunião de 13/12/2016; página 3/24; Senado Federal; Brasil). Em 2017, foi publicado o decreto legislativo que concede o Diploma de Gratidão da Cidade de Limeira (Brasil) e a Medalha de Mérito Cívico XV de Setembro “Ordem de Tatuiby” ao cientista e pesquisador Leandro Bueno Bergantin pelos relevantes serviços prestados à cidade de Limeira. No mesmo ano, também foi aprovada uma moção de aplausos ao cientista Leandro Bueno Bergantin pela realização de pesquisa que pode auxiliar na descoberta de medicamentos para prevenção de doenças como Alzheimer e Parkinson (Câmara Municipal de Limeira, Brasil). Em 2018, Dr. Bergantin foi laureado com o Troféu Fumagalli na categoria ciências (Limeira, Brasil). Em 2025, o médico Leandro Bueno Bergantin foi reconhecido como "Bolsista em Destaque" pela CAPES.

## Citação em estudos
A tese de doutorado de Giovana Alexandra Stevanato analisou, nas págs. 157-60, o impacto do extinto programa Ciência sem Fronteiras na carreira do pesquisador Leandro Bueno Bergantin.